# Mykola Hluschtschenko

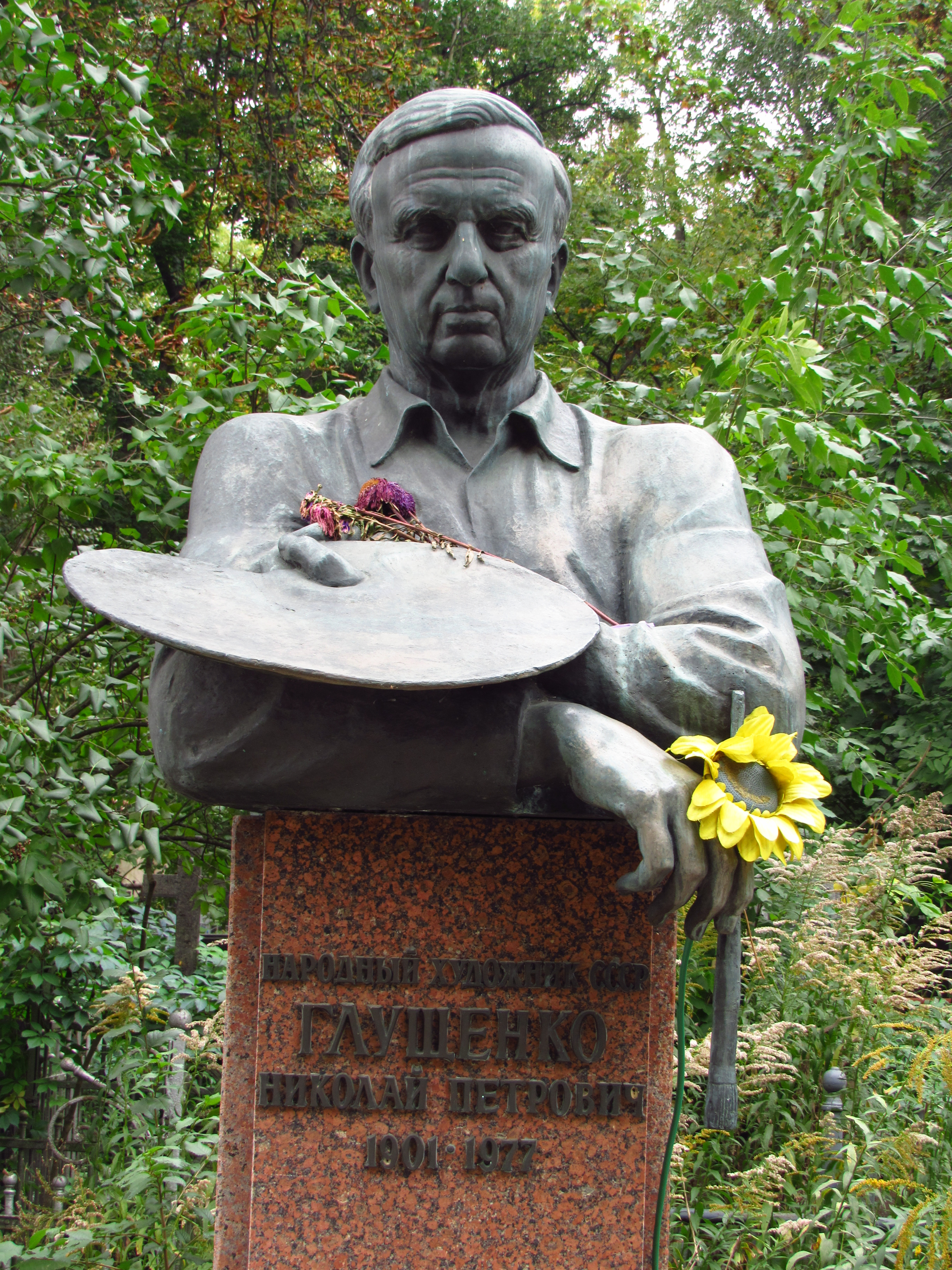
Denkmal für Mykola Hluschtschenko (Foto 2017)

Mykola Petrowytsch Hluschtschenko (* 4. Septemberjul. / 17. September 1901greg. in Nowomoskowsk, Gouvernement Jekaterinoslaw, Russisches Kaiserreich; † 31. Oktober 1977 in Kiew, Ukrainische SSR). Der als Ukrainischer Monet bezeichnete Hluschtschenko war ein ukrainischer Kunstmaler und ein sowjetischer Agent.

## Leben
Mykola Hluschtschenko emigrierte 1919 nach Deutschland und war bis 1924 Absolvent der Akademie der Künste in Berlin. Ab 1925 arbeitete er als Maler in Paris, wo er vom Stil der Neuen Sachlichkeit zum Post-impressionistischen Stil wechselte. Neben Landschaften malte Hluschtschenko Blumen, Stillleben, Akte und Porträts.
Während seines Aufenthaltes im europäischen Ausland war er auch als Spion des sowjetischen Geheimdienst unter dem Decknamen Jarema (russisch Ярема) tätig und lieferte unter anderem Informationen über deutsche Rüstungsprojekte und die deutschen Kriegsvorbereitungen nach Moskau.
Von 1944 an war er in Kiew, anderen Quellen nach in Moskau ansässig, war jedoch oft auf Ausstellungen unterwegs. Seine Werke werden in Museen in Russland, Frankreich, den USA, Kanada und anderen Ländern ausgestellt. In der Ukraine sind Bilder von Mykola Hluschtschenko im Nationalmuseum der ukrainischen Kunst in Kiew ausgestellt.
Hluschtschenko starb 76-jährig in Kiew und wurde dort auf dem Baikowe-Friedhof bestattet.

## Ehrungen
- Orden des Roten Banners der Arbeit
- Verdienter Künstler der Ukraine (1944)
- Volkskünstler der UdSSR (1976)[1]
- Taras-Schewtschenko-Preis (1972)[3]

## Trivia
2011 verschwanden vom Nationalen Kunstmuseum 2001 dem Ministerkabinett der Ukraine ausgeliehene Bilder «Das Tal des Dnepr» und «Dorf am Fluss» im Wert von etwa 130.000 Dollar aus dem Ministerium und wurden durch Fälschungen ersetzt. Im März 2014 wurden zahlreiche Bilder, darunter auch von Hluschtschenko, den entsprechenden Museen zurückgegeben, nachdem man sie in der ehemaligen privaten Residenz Meschyhirja des geflüchteten Präsidenten Wiktor Janukowytsch gefunden hatte.